# Episcopomantis chalybea
Episcopomantis chalybea es una especie de mantis de la familia Tarachodidae.

## Distribución geográfica
Se encuentra en Angola, Botsuana, Namibia, Estado Libre de Orange y la Provincia del Cabo y Transvaal en (Sudáfrica).